# Most svatého Gottharda
Most svatého Gottharda je gotická památka pocházející ze 14. století. Most se nachází západně od obce Leles v okrese Trebišov. Délka mostu je 70 metrů a široký je 5 metrů. Předpokládá se, že jde o nejstarší most na území Slovenska. V roce 1994 byl most zrekonstruován díky financím z fondu Pro Slovakia.

## Dějiny
Kamenný most byl postaven ve 14. století, pravděpodobně aby překlenul dnes již mrtvé rameno řeky Tisa.
Své pojmenování získal však až v 18. století, když ve zdejším klášteře působili mniši pocházející z Čech. Český řád umístil na most sochu sv. Gottharda, po kterém byl následně most pojmenován. Socha světce byla z mostu odstraněna v roce 1948. V současnosti je most turistickou atrakcí.